# Bernard Dufossé
Bernard Dufossé, né le 11 juin 1936 au Raincy et mort le 21 août 2016 à Hyères,, est un auteur de bande dessinée et illustrateur français. 

## Biographie et carrière
Bernard Dufossé étudie les arts appliqués à Paris et travaille d'abord comme illustrateur publicitaire. 
En 1964, il commence à dessiner pour Fleurus et signe diverses histoires dans des journaux comme Fripounet, J2 magazine, Lisette et Djin. Sa première bande dessinée est un récit complet publié dans le n°26 de J2 magazine. L'année suivante il entame sa collaboration régulière avec le Groupe Bayard, notamment en créant pour le journal Record la série Nathalie, qu'il anime jusqu'en 1974 au travers de 44 récits complets. Toujours dans le domaine de la presse jeunes, il collabore à partir de 1972 aux journaux Kouakou et Calao, créés par Pierre Rostini à destination des pays d'Afrique francophone. Il signe notamment, sur des scénarios de Serge Saint-Michel, les dessins de la série Kouakou, qui donne son titre au premier magazine. Plusieurs de ses histoires destinées au marché africain sont publiées en albums, aux éditions Segedo.
Entre 1979 et 1987, paraissent chez Glénat neuf albums d'une série de science-fiction, Tärhn, prince des étoiles, dont il signe scénarios et dessins. Les premiers d'entre eux avaient été publiées dans Djin, les suivants dans Triolo. 
Dans les années 1980, il illustre quatre histoires de la série Le Club des Cinq - d'après les romans d'Enid Blyton - publiées dans Le Journal de Mickey puis en albums chez Hachette. À cette époque il s'oriente aussi vers la bande dessinée promotionnelle ou didactique et signe une quinzaine d'albums chez divers éditeurs, consacrés à des pays (le Gabon, l'Arabie Saoudite), des personnalités (Hassan II du Maroc, Baden Powell, Saint Vincent Pallotti), ou des entreprises (Total, Elf).
Engagé dans le scoutisme, il publie la série La Patrouille des Mouflons dans la revue Scouts et la série Pierre et la meute (sous le pseudonyme de Jek) dans la revue Louveteaux.  Il est de 1989 à 2001 illustrateur officiel des Scouts de France, succédant à Pierre Joubert. De 2006 à 2010, il collabore avec les Scouts Unitaires de France, illustrant la revue Woodcraft et plusieurs manuels pédagogiques de la branche éclaireurs (Azimut, Cri de Pat'). Pour les éditions de la Licorne, il illustre des rééditions des livres de la collection Signe de piste , ainsi que des romans inédits dans la collection Licorne,.
Sous le pseudonyme de Hanz Kovacq, il œuvre également dans l'érotisme en collaborant, au début des années 2000, à la revue Bédéadult, : il publie dans ce registre deux séries, Hilda et Diane de Grand Lieu, ainsi que l'album Beautés dociles.

## Albums (liste non exhaustive)

### Sous son vrai nom
- Tärhn, prince des étoiles (9 albums)
- Les Aventures de Kouakou (2 albums ; scénario : Serge Saint-Michel)
- Le Club des Cinq (4 albums ; scénario : Serge Rosenzweig)
- Baden-Powell (one-shot ; scénario : Serge Saint-Michel)
- Il était une fois... Hassan II (one-shot ; scénario : Serge Saint-Michel)
- Passe croisée (one-shot ; scénario : Serge Saint-Michel)
- La Ballade africaine (one-shot ; scénario : Serge Saint-Michel)
- Les Deux princes (one-shot ; scénario : Serge Saint-Michel)
- Mon pays, l'Europe (one-shot ; scénario : Serge Saint-Michel)
- La Gazelle (one-shot ; scénario : Serge Saint-Michel)
- Les Sanguinaires (2 albums ; scénario : Patrick Cothias)
- Les Aventures des mouflons (2 albums ; scénario : Stéphane Gallon)
- Le Royaume et la gloire (3 albums ; scénario : Yves Taillefer)

### Sous le nom de Hanz Kovacq
- Hilda (4 albums)
- Diane de Grand Lieu (2 albums)
- Beautés Dociles (one-shot)

## Illustrations pour des romans
Dans la collection « Licorne », aux éditions de la Licorne :
- Télémik ou le crime de Mitou (Les Enquêtes du Chat-Tigre), Mik Fondal, 2015
- La DS de Creil (Les Enquêtes du Chat-Tigre), Mik Fondal, 2014
- Les Enfants de l'espérance (Les Voleurs 1), Serge Dalens, 2012
- Le Juge avait un fils (Les Voleurs 2), Serge Dalens, 2012
- Jimmy (Les Voleurs 3), Serge Dalens, 2012
- Le Piano des princes Darnakine (Les Enquêtes du Chat-Tigre), Mik Fondal, 2011
- Le Frère du Lynx (Le Royaume et la Gloire, tome 3), Yves Taillefer, 2010
- Sang et Or, Henri Bourgenay, 2009
- Le Deuxième jeu (Le Royaume et la Gloire, tome 1), Yves Taillefer, 2007
- Iaume le Preux (Le Royaume et la Gloire, tome 2), Yves Taillefer, 2007